# Norman Armitage
Norman Armitage (Albany, 1 de enero de 1907-Nueva York, 14 de marzo de 1972) fue un deportista estadounidense que compitió en esgrima, especialista en la modalidad de sable. Participó en seis Juegos Olímpicos de Verano entre los años 1928 y 1956, obteniendo una medalla de bronce en Londres 1948 en la prueba por equipos.

## Palmarés internacional
| Juegos Olímpicos | Juegos Olímpicos      | Juegos Olímpicos  | Juegos Olímpicos  |
| Año              | Lugar                 | Medalla           | Prueba            |
| ---------------- | --------------------- | ----------------- | ----------------- |
| 1948             | Londres (Reino Unido) | Medalla de bronce | Sable por equipos |